# Lina Hurtig
Lina Hurtig (født 5. september 1995) er en svensk fodboldspiller, der spiller som midtbanespiller eller angriber for Juventus. Før skiftet til Juventus, spillede hun for Damallsvenskan klubben Linköpings FC. Hun har også spillet for Umeå IK og Gustafs GoIF. Hun er en del af Sveriges landsholdstrup.